# José Herrada
José Herrada López (Mota del Cuervo, 1 oktober 1985) is een Spaans voormalig wielrenner die tussen 2018 en 2023 reed voor Cofidis, waar hij ploeggenoot was van zijn jongere broer Jesús.

## Carrière
In augustus 2007 werd Herrada, achter Sergio Pardilla, tweede in het eindklassement van de Ronde van de Pyreneeën. Wel schreef hij zowel het punten-, het berg- en het jongerenklassement op zijn naam. Een maand later won hij een etappe in de Ronde van de Toekomst. In 2008 werd hij prof bij Contentpolis-Murcia. In zijn eerste profseizoen werd hij onder meer negentiende in het eindklassement van de Ronde van Alentejo en zestiende in dat van de Euskal Bizikleta.
In 2010 won Herrada een etappe in de Ronde van Portugal door solo als eerste aan te komen in Lamego. In oktober sloot hij zijn seizoen af met etappe- en eindwinst in de Cinturó de l'Empordà. Na twee jaar bij Caja Rural maakte hij in 212 de overstap naar Movistar. Hij reed dat jaar zijn eerste Grote Ronde: de Ronde van Italië. In de zestiende rit, een heuveletappe naar Pfalzen, maakte Herrada deel uit van de vroege vlucht. Hij finishte uiteindelijk als vijfde, wat zijn beste klassering in die ronde was. In de Ronde van Spanje in 2013 eindigde hij op de twaalfde plaats in het algemeen klassement, op bijna zeventien minuten van winnaar Chris Horner. Een jaar later keerde Herrada terug naar de Vuelta, waar hij met zijn ploeggenoten de openingsploegentijdrit won. In 2015 boekte Herrada zijn enige professionele eendagszege: in de Klasika Primavera kwam hij solo als eerste over de finish.
In 2018 trok Herrada, samen met zijn jongere broer Jesús, naar Cofidis. In zijn eerste seizoen bij de Franse ploeg werd hij onder meer veertiende in het eindklassement van de Ronde van het Baskenland. In de vijfde etappe van de Ronde van Spanje in 2019 maakte Herrada deel uit van de vroege vlucht. Op de flanken van de klim naar het Astrofysisch observatorium van Javalambre bleken de ploeggenoten Ángel Madrazo en Jetse Bol sterker: Herrada werd derde. Aan het eind van 2023 beëindigde Herrada, na zes seizoenen bij Cofidis, zijn carrière.

## Overwinningen
2007
Punten-, berg- en jongerenklassement Ronde van de Pyreneeën
6e etappe Ronde van de Toekomst
2010
5e etappe Ronde van Portugal
2e etappe Cinturó de l'Empordà
Eind- en puntenklassement Cinturó de l'Empordà
2014
1e etappe Ronde van Spanje (ploegentijdrit)
2015
Klasika Primavera

## Resultaten in voornaamste wedstrijden
| Jaar | Ronde van Italië | Ronde van Frankrijk | Ronde van Spanje |
| ---- | ---------------- | ------------------- | ---------------- |
| 2009 |                  |                     |                  |
| 2010 |                  |                     |                  |
| 2011 |                  |                     |                  |
| 2012 | 44e              |                     |                  |
| 2013 | 24e              |                     | 12e              |
| 2014 | 23e              |                     | 32e              |
| 2015 |                  | 65e                 |                  |
| 2016 | 62e              |                     | 91e              |
| 2017 | 61e              |                     |                  |
| 2018 |                  |                     | 57e              |
| 2019 |                  |                     | 75e              |
| 2020 |                  |                     | 26e              |
| 2021 |                  |                     | 57e              |
| 2022 |                  |                     | opgave           |
| 2023 |                  |                     | 132e             |

| Jaar | Milaan-San Remo | Amstel Gold Race | Luik-Bast.‑Luik | Ronde van Lombardije | Clásica San Sebastián | Klasika Primavera |  | WK op de weg |  | Wereldranglijsten |
| ---- | --------------- | ---------------- | --------------- | -------------------- | --------------------- | ----------------- |  | ------------ |  | ----------------- |
| 2009 |                 |                  |                 |                      |                       | Brons             |  |              |  |                   |
| 2010 |                 |                  |                 |                      |                       | 10e               |  |              |  |                   |
| 2011 |                 |                  |                 |                      | 40e                   | 38e               |  |              |  |                   |
| 2012 | 55e             |                  |                 |                      |                       |                   |  |              |  | 230e (UWT)        |
| 2013 |                 |                  |                 |                      | 75e                   | 5e                |  | opgave       |  | 103e (UWT)        |
| 2014 |                 |                  |                 |                      | 49e                   | 25e               |  |              |  |                   |
| 2015 |                 | opgave           | 70e             |                      |                       | ↑                 |  |              |  |                   |
| 2016 |                 |                  |                 |                      |                       |                   |  |              |  |                   |
| 2017 |                 |                  |                 |                      | 38e                   |                   |  |              |  | 251e (UWT)        |
| 2018 |                 |                  | 46e             |                      |                       |                   |  |              |  |                   |
| 2019 |                 |                  |                 | 93e                  |                       |                   |  |              |  |                   |
| 2020 |                 |                  | 86e             | 74e                  |                       |                   |  |              |  |                   |
| 2021 |                 |                  |                 |                      | 57e                   |                   |  |              |  |                   |
| 2022 |                 |                  |                 |                      | opgave                |                   |  |              |  |                   |
| 2023 |                 |                  | 113e            |                      | 87e                   |                   |  |              |  |                   |

## Ploegen
- 2006 –  Viña Magna-Cropu
- 2007 –  Viña Magna-Cropu
- 2008 –  Contentpolis-Murcia
- 2009 –  Contentpolis-Ampo
- 2010 –  Caja Rural
- 2011 –  Caja Rural
- 2012 –  Movistar Team
- 2013 –  Movistar Team
- 2014 –  Movistar Team
- 2015 –  Movistar Team
- 2016 –  Movistar Team
- 2017 –  Movistar Team
- 2018 –  Cofidis, Solutions Crédits
- 2019 –  Cofidis, Solutions Crédits
- 2020 –  Cofidis
- 2021 –  Cofidis
- 2022 –  Cofidis
- 2023 –  Cofidis

Amador · 
Arroyo · 
Bruseghin · 
Castroviejo ·
Cobo · 
Costa · 
Erviti · 
Gutiérrez · 
Jesús Herrada ·  
José Herrada ·
Intxausti · 
Iriarte · 
Karpets · 
Kiryjenka · 
Konovalovas ·
Lastras · 
López · 
Madrazo · 
Moreno · 
Pardilla · 
Plaza · 
Quintana · 
Rojas · 
Samojlaw · 
Sanz · 
Valverde · 
Ventoso ·
Visconti · 
Angarita (stagiair)
Amador · 
Arroyo · 
Bruseghin · 
Capecchi · 
Castroviejo · 
Cobo · 
Costa  · 
Dowsett · 
Erviti · 
Jesús Herrada · 
José Herrada · 
Gutiérrez · 
Intxausti · 
Karpets · 
Lastras · 
Madrazo · 
Moreno · 
Pardilla · 
Plaza · 
Quintana · 
Rojas · 
Samojlaw · 
Sanz · 
Szmyd · 
Valverde · 
Ventoso · 
Visconti
Amador · Antón · Capecchi · Castroviejo · Dowsett · Erviti · Gadret ·  Gutiérrez · Jesús Herrada · José Herrada · Intxausti · G. Izagirre · J. Izagirre · Lastras · Lobato · Malori · Moreno · Plaza · D. Quintana · N. Quintana · Rojas · Sanz · Sütterlin · Szmyd · Valverde · Ventoso · Visconti
Amador · Anacona · Antón · Capecchi · Castroviejo · Dowsett · Erviti · Fernández · Gadret · Jesús Herrada · José Herrada · Intxausti · G. Izagirre · J. Izagirre · Lastras · Lobato · Malori · Moreno · D. Quintana · N. Quintana · Rojas · Sanz · Soler · Sutherland · Sütterlin · Valverde · Ventoso · Visconti
Amador · Anacona · Arcas · Betancur · Castroviejo   · Dowsett · Erviti · Fernández · Jesús Herrada · José Herrada · G. Izagirre · J. Izagirre · Lobato · Malori · D. Moreno · J. Moreno · Oliveira · Pedrero · D. Quintana · N. Quintana · Rojas · Soler · Sutherland · Sütterlin · Valverde · Ventoso · Visconti  · Carapaz (stagiair)
Amador · Anacona · Arcas · Barbero · Bennati · Betancur · Bico · Carapaz · Carretero · Castroviejo   · de la Parte · Dowsett · Erviti · Fernández · Jesús Herrada · José Herrada · Izagirre · Malori · Moreno · Oliveira · Pedrero · D. Quintana · N. Quintana · Rojas · Soler · Sutherland · Sütterlin · Valverde
Bonnafond · N. Bouhanni · R. Bouhanni · Chetout · Claeys · Edet · Godon · Jesús Herrada · José Herrada · Hofstetter · Lafay · Laporte · Le Turnier · Lemoine · Maté · Navarro · Perez · Rossetto · Simon · Soupe · Teklehaimanot · A. Turgis · J. Turgis · Van Lerberghe · Van Staeyen · Vanbilsen · Morin (stagiair) · Puppio (stagiair) · Skaarseth (stagiair)
Atapuma · Berhane · N. Bouhanni · R. Bouhanni · Chetout · Claeys · Edet · Fortin · Hansen · Jesús Herrada · José Herrada · Hofstetter · Lafay · Laporte · Le Turnier · Lemoine · Maté · Mathis · Morin · Perez · Périchon · Rossetto · Simon · Soupe · Touzé · Van Lerberghe · Vanbilsen · Waeytens · Finé (stagiair) · Leyder (stagiair) · Viviani (stagiair)
Allegaert · Barceló · Berhane · Claeys · Consonni · Edet · Finé · Haas · Hansen · Jesús Herrada · José Herrada · Lafay · Laporte · Le Turnier · Lemoine · Martin · Maté · Mathis · Morin · Perez · Périchon · Rossetto · Sabatini · Touzé · Vanbilsen · Vermote · A. Viviani · E. Viviani  · Prodhomme (stagiair) · Zanoncello (stagiair)
Allegaert · Barceló · Berhane · Bohli · Carvalho · Champion · Consonni · Drucker · Edet · Fernández · Finé · Geschke · Haas · Jesús Herrada · José Herrada · Lafay · Laporte · Martin · Morin · Perez · Périchon · Rochas · Sabatini · Sajnok · Vanbilsen · A. Viviani · E. Viviani · Wallays · Toumire (stagiair) · Zingle (stagiair) · Lebreton (stagiair)
Allegaert · Armée · Bidard · Bohli · Carvalho · Champion · Cimolai · Consonni · Coquard · Delettre · Fernández · Finé · Geschke · Jesús Herrada · José Herrada · Izagirre · Kreder · Lafay · Martin · Perez · Périchon · Renard · Rochas · Sajnok · Thomas · Toumire · Vanbilsen · Villella · Wallays · Walscheid · Zingle · Kolze Changizi (stagiair) · Lecamus-Lambert (stagiair) · Wood (stagiair)
Allegaert · Bidard · Carvalho · Champion · Cimolai · Consonni · Coquard · Delettre · Fernández · Finé · Geschke · Jesús Herrada · José Herrada · Izagirre · Kreder · Lafay · Lastra · Mariault · Martin · Noppe · Perez · Périchon · Renard · Rochas · Thomas · Toumire · Wallays · Walscheid · Wood · Zingle · Gudnitz (stagiair) · Knight (stagiair) · Larmet (stagiair)